# Coryphantha erecta
Coryphantha erecta är en kaktusväxtart som först beskrevs av Lem., och fick sitt nu gällande namn av Lem.. Coryphantha erecta ingår i släktet Coryphantha, och familjen kaktusväxter. Inga underarter finns listade i Catalogue of Life.

## Bildgalleri

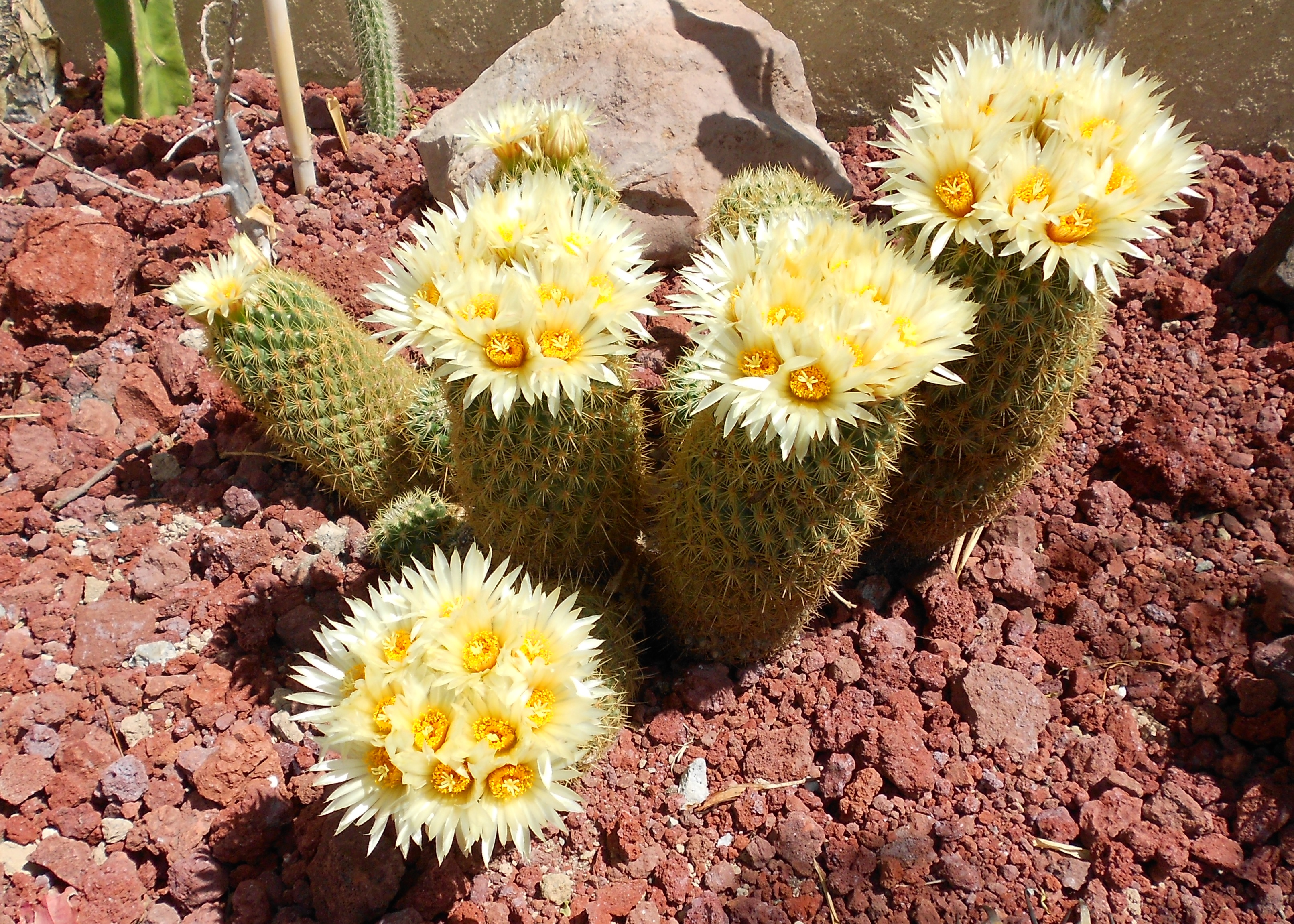
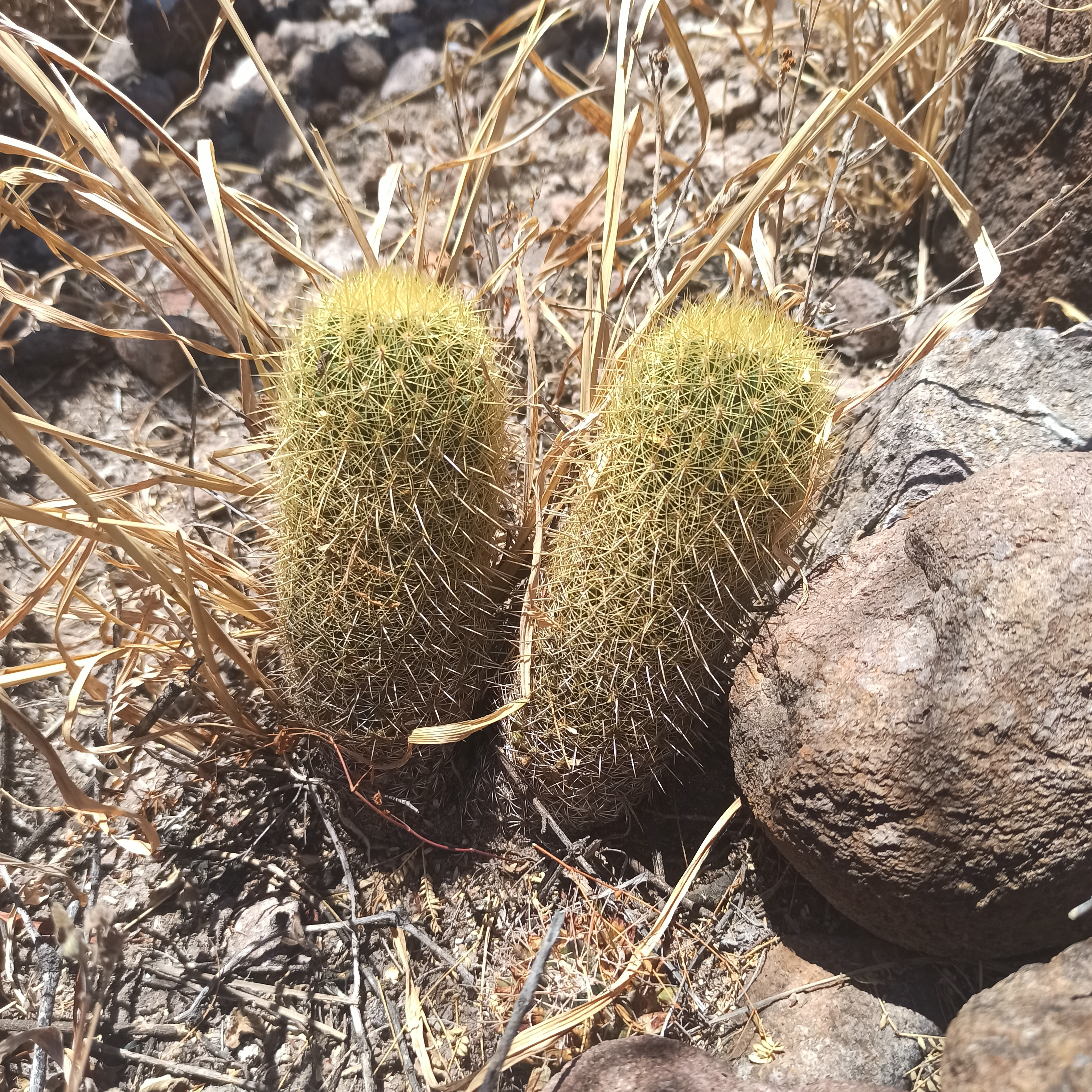